# ویکتوریا پدرتی
ویکتوریا پدرتی (به انگلیسی: Victoria Pedretti)، هنرپیشه آمریکایی است. او بیشتر برای بازی در نقش نلی در سریال ترسناک تسخیرشدگی از نت‌فلیکس شناخته می‌شود. پدرتی در سال ۲۰۱۹، به عنوان اولین تجربه سینمایی بلند در فیلم روزی روزگاری در هالیوود به کارگردانی کوئنتین تارانتینو ایفای نقش کرد. او در این فیلم، وظیفه بازی در نقش لزلی ون هوتن را برعهده دارد. از دیگر آثاری وی می‌توان به سریال اینترنتی تو (۲۰۱۹) اشاره کرد. 

## فیلم‌شناسی

### فیلم
| سال  | عنوان                   | نقش          |
| ---- | ----------------------- | ------------ |
| ۲۰۱۹ | روزی روزگاری در هالیوود | لزلی ون هوتن |
| ۲۰۲۵ | پونی‌بوی                 | انجل         |

### تلویزیون
| سال         | نام                  | نقش                  | یادداشت               |
| ----------- | -------------------- | -------------------- | --------------------- |
| ۲۰۱۸        | تسخیرشدگی            | Eleanor “Nell” Crain | 9 episodes            |
| ۲۰۱۹–تاکنون | تو                   | Love Quinn           | 10 episodes           |
| ۲۰۲۰        | داستان‌های فوق‌العاده  | Evelyn Porter        | Episode: "The Cellar" |
| ۲۰۲۰        | تسخیرشدگی عمارت بلای | Dani Clayton         | 10 episodes           |